# Adrià Chavarria Curto
Adrià Chavarria Curto   (Tortosa, 1972 - Barcelona, 2009) fou un escriptor català.

## Biografia
Cursà la llicenciatura d’Història a Tarragona i la de Filosofia a la Universitat de Barcelona, on es vinculà al Seminari de Filosofia i Gènere. Professor de Secundària, crític literari, assagista i poeta, centrà la seua atenció en escriptores com Simone Weil, Hannah Arendt, Sarah Kofman, Etty Hillesum, Ingeborg Bachmann, Helena Valentí o Maria Mercè Marçal; dones del segle xx que han pensat a contracorrent –«en contra» del sistema però «a favor» d'una nova humanitat– i han produït una obra que mereix un lloc preponderant en una genealogia literària femenina.
Va impulsar diferents iniciatives culturals com Rels, revista d’idees i cultura, fundada en el 2002 i de la qual era codirector amb Ivan Favà. Participà activament en l'Associació d’Escriptors en Llengua Catalana i en el Pen Club i mantingué relacions estretes amb els cercles intel·lectuals del País Valencià i de Mallorca. Com a poeta, és autor, entre d'altres, de Remor de veus.
El seu traspàs es va produir quan es trobava redactant l'assaig Etty Hillesum. Un ungüent per a tantes ferides, autora amb la qual sentia una gran afinitat espiritual pel seu lligam amb el judaisme.

## Obra
Llibres
- La segona tradició. Estudis de literatura i filosofia, Lleonard Muntaner Editor, Palma, 2013.

- Etty Hillesum. Un ungüent per a tantes ferides, edició i pròleg d'Emilia Bea, col·lecció Rent, Editorial Denes, 2011.
- Remor de veus (i darrers sons inèdits), Impremta Querol, Tortosa, 2010.
- Remor de veus, Impremta Pons-Ribot, Arenys de Mar, 2008.
- LiterArtures 3, Eugeni d'Ors, el Glosari, un breu apunt a Gualba (capítol 1). Associació d'Escriptors en Llengua Catalana, Sueca, 2006.
- Calçasses, gallines i maricons: homes contra la masculinitat hegemònica [coordinador], Angle, Barcelona, 2003.

Pròlegs
- Ricard Mirabete, Les ciutats ocasionals, [pròleg d'Adrià Chavarria], Témenos, Barcelona, 2009.
- Helena Valentí, La dona errant, [edició i epíleg d'Adrià Chavarria], Lleonard Muntaner, palma, 2008.

Articles
- «El “Manual” de Londres de Simone Weil», Revista del Col·legi Oficial de Doctors i Llicenciats en Filosofia i Lletres i en Ciències de Catalunya núm. 132, gener 2010, pp. 9-22.
- «Record de Simone Weil», Serra d'Or núm. 594, 2009, pp. 8-9.
- «Comet pecat d’enveja» [ressenya del llibre Autobiografia espiritual i altres escrits de Marsella de Simone Weil], Caràcters núm. 49, octubre de 2009, p. 30.
- «Record de Simone Weil (París, 1909 – Ashford 1943)», Saó núm. 337, abril de 2009, pp. 19-21.
- «La influència del món grec en Simone Weil», Quaderns de la Fundació Joan Maragall núm. 90, 2009.
- «Una lectura de La Passió segons Renée Vivien, novel·la de Maria Mercè Marçal», L'Aiguadolç núm. 35, 2008, pp. 105-118.
- «Simone Weil i la política: una consideració de les “noves lleis” de la política. En el seu centenari», L'espill núm. 30, 2008, pp. 146-160.
- «Proses marçalianes (segona memòria)», Serra d'Or núm. 583-584, 2008, pp. 37-39.
- «Helena Valentí», Serra d'Or núm. 578, febrer de 2008, p. 35.
- «Hannah Arendt: la tensió entre filosofia i política», L'espill núm. 27, 2007, pp. 141-148.
- «Tres proses de Sarah Kofman», L'Aiguadolç núm. 33-34, 2007, pp. 157-164.
- «L'emmudiment i la soledat a la narrativa d’Helena Valentí», Rels núm. 7, 2006, pp. 30-35.
- «La fuerza en Simone Weil: Troya y Venecia Salvada», Anthropos núm. 211, 2006, pp. 155-162.
- «Els silencis d’Helena Valentí», Rels núm. 5, 2005, pp. 32-34.
- «Com un cactus...», ressenya del llibre Sota el signe del drac de Maria Mercè Marçal, Caràcters núm. 29, octubre de 2004, pp. 29.
- «Simone Weil: Un pensament original», Caràcters, núm. 14, 2003, pp. 138-146.
- «Simone Weil i el judaisme», Rels, núm. 2, 2003, pp. 8-13.
- «Etty Hillesum, “l’ungüent per a tantes ferides”», Serra d'Or, núm. 523-524, 2003, pp. 7-10.
- «Simone Weil, uns cants tan purs com el silenci?», Serra d'Or, núm. 511-512, 2002, pp. 16-19.
- «“Quan la força fa l’home una cosa”. Simone Weil», Rels, núm. 1, 2002, pp. 10-13.

## Estudis sobre Adrià Chavarria
- Ricard Mirabete, «Adrià Chavarria, memòria i compromís», Serra d’Or núm. 602, febrer de 2010, pp. 33-35.
- Emilia Bea, «Sobre Adrià Chavarria», L’Espill núm. 34, València, 2010, pp. 144-147.
- Gustau Muñoz, «Adrià Chavarria in memoriam», Caràcters núm. 50, València, 2010, p. 16.